# 妙光桥
31°33′59″N 120°18′26″E / 31.56636°N 120.30724°E
妙光桥，原名跃进桥，是位于中华人民共和国江苏省无锡市梁溪区的一座大桥，跨京杭大运河支流、无锡环城河。

## 特点
古运河羊腰湾段原无桥梁，只能从南长街跨塘桥或者东门外熙春街过亭子桥转。1970年，建成大桥，取代了之前的羊腰湾渡口。因适逢文化大革命时期，命名为跃进桥，同时在南禅寺外修建朝阳桥，方便无锡县城东南方向的发展。文革结束后，无锡内护城河东段（南门至东门至北门段）全部土填，朝阳桥也因此拆除，改建朝阳广场。2005年，改建改名为妙光桥，位于向阳路跨环城河处，全长40.9米，桥栏杆上有十二生肖图案。